# Jacky Ickx
Jacques Bernard (Jacky) Ickx (Brussel, 1 januari 1945) is een Belgisch autocoureur. Hij was actief in de Formule 1, langeafstandsraces en woestijnrally's.

## Biografie

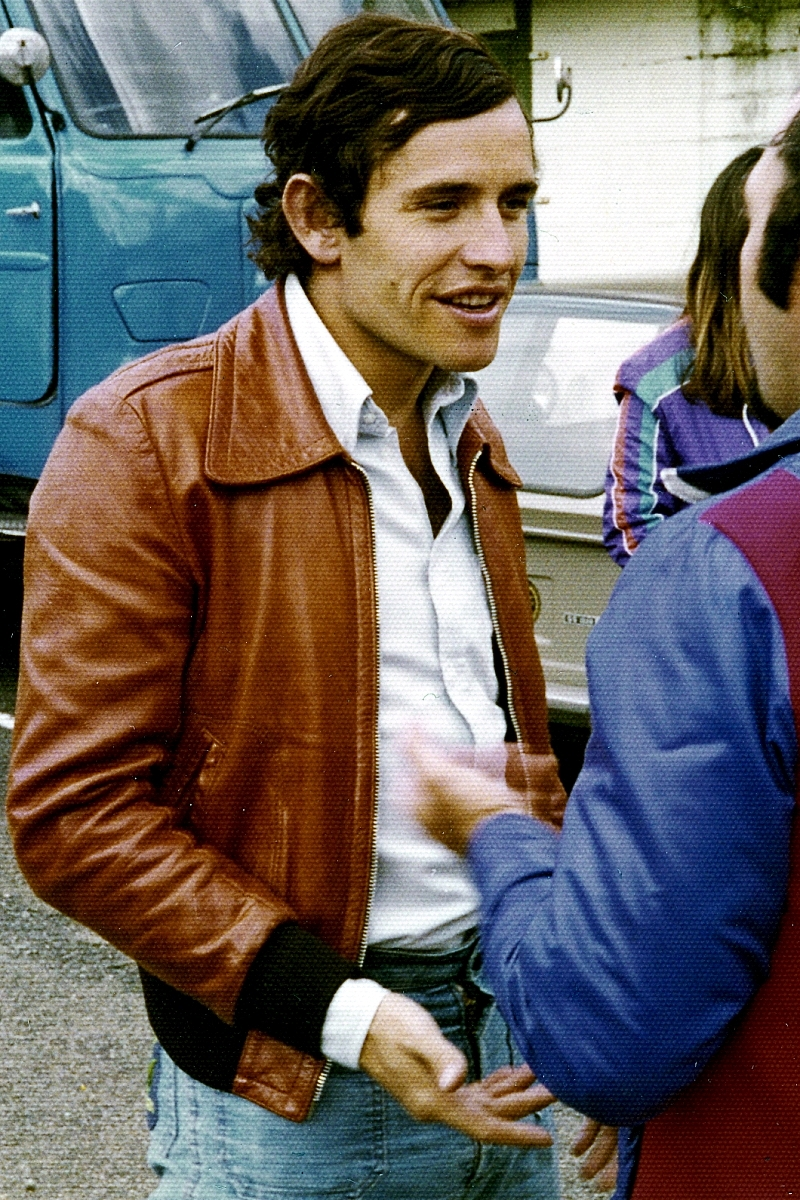
Jacky Ickx, Spa, 1975

### Debuut
Jacky Ickx, zoon van motorsportjournalist Jacques Ickx, begon zijn carrière als motorrijder en werd onder meer kampioen van België trial met zijn Zündapp, vooraleer over te schakelen naar het autoracen. Hij werd Belgisch kampioen toerismewagens in 1965 en won de 24 uur van Francorchamps in 1966 aan het stuur van een BMW 2000TI. In 1967 werd hij met Matra de eerste Europese Kampioen Formule 2, en nog hetzelfde jaar debuteerde hij in de Formule 1 te Monza met een Cooper-Maserati. Hij had zich dat jaar echter vooral in de kijker gereden door tijdens de kwalificaties voor de Grand Prix Formule 1 van Duitsland op de Nürburgring met zijn Formule 2-wagen de derde tijd te rijden. Volgens het wedstrijdreglement moesten Formule 2-wagens, die enkel toegelaten werden om het deelnemersaantal op te drijven, achteraan het veld starten. Geen nood, want na enkele ronden lag Ickx al op een vijfde plaats, vooraleer hij door technische problemen tot opgave gedwongen werd.

### Formule 1
In 1968 kreeg hij een contract bij Ferrari en won hij op het circuit van Rouen zijn eerste Grand Prix Formule 1. In 1969 reed hij voor Brabham, won hij op de Nürburgring en in Canada en werd vicewereldkampioen na Jackie Stewart. In 1970 keerde hij terug naar Ferrari. Zijn jaar startte desastreus met een zware crash op het circuit del Jarama (Madrid), waar hij bijna levend verbrandde. Bovendien bleek de Ferrari in de eerste seizoenshelft onbetrouwbaar zodat hij hopeloos achterop raakte in het kampioenschap. Tijdens de tweede helft keerden zijn kansen en met drie overwinningen wist hij uiteindelijk opnieuw tweede te eindigen in het kampioenschap, deze keer na Jochen Rindt (die postuum wereldkampioen werd).
Ickx kwam ook in 1971 en 1972 voor Ferrari uit maar scoorde slechts twee overwinningen voor het team. 1973 zou zijn zwanenzang worden bij het Italiaanse team, dat er dat jaar niets van bakte in de Formule 1 en zelfs enkele races afwezig bleef om orde op zaken te stellen. Dat Ickx zelf nog steeds competitief was bewees hij door tijdens de Grand Prix Formule 1 van Duitsland op zijn favoriete Nürburgring derde te eindigen aan het stuur van een F1 wagen van McLaren-Ford
In 1974 stapte hij over naar Lotus, dat het jaar voordien nog het constructeurskampioenschap had gewonnen, maar hij kwam er van de regen in de drup, toen bleek dat ook dat team niet langer over een competitieve wagen beschikte. In 1975 ging het van kwaad naar erger bij Lotus, het zou voor Ickx het begin van het einde in de Formule 1 betekenen. Hij zou het nog vier jaar volhouden bij respectievelijk Ensign waar hij nauwelijks aan rijden toekwam, en uiteindelijk bij Ligier waar hij halfweg 1979 de plaats overnam van Patrick Depailler maar op acht wedstrijden slechts twee keer kon finishen.

### Enduranceracen

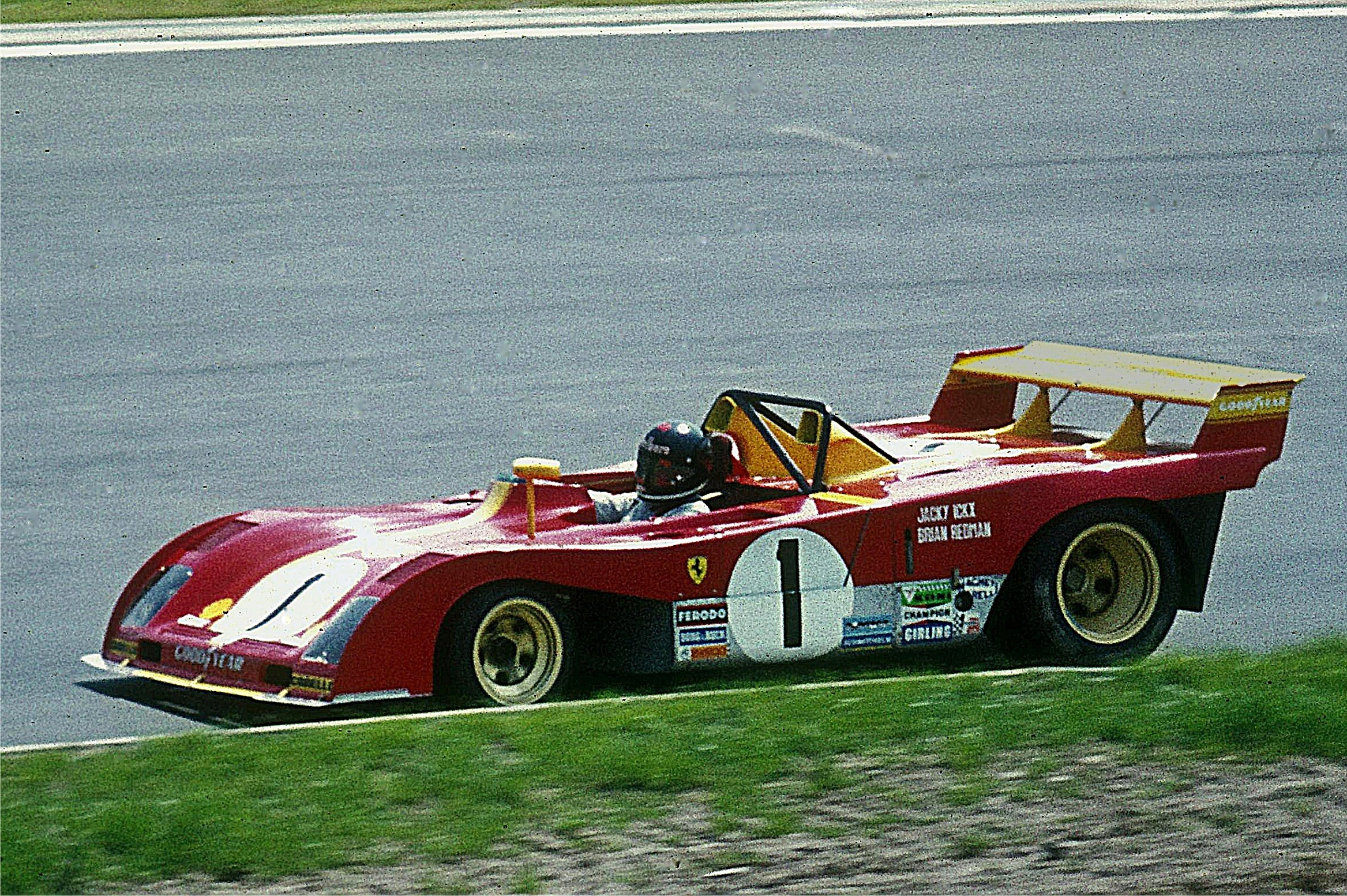
Jacky Ickx in een Ferrari 312P op de Nürburgring in 1973

Gedurende zijn hele Formule 1-loopbaan was Ickx ook erg actief in het enduranceracen met sportwagens, waarin hij als fabriekscoureur uitkwam voor grote merken als Ford, Ferrari en vooral Porsche en een palmares opbouwde dat nauwelijks zijn gelijke kent. Zo stond hij zes keer als overwinnaar op het podium van de 24 uur van Le Mans (tussen 1969 en 1982), een record dat pas in 2005 sneuvelde, toen Tom Kristensen voor de zevende keer won. Door deze zes overwinningen kreeg hij al gauw de bijnaam Monsieur Le Mans. In 1982 en 1983 werd hij als coureur wereldkampioen in deze discipline en hielp hij Porsche mee aan de constructeurstitel. Ook Ferrari, Ford en Alfa Romeo hielp hij in de jaren 60 en 70 aan constructeurstitels in wat toen nog het wereldkampioenschap voor merken heette. Toen Ickx in 1985 het sportwagenracen voor bekeken hield, had hij zijn aandacht alweer verlegd naar een volledig nieuw terrein van de motorsport: het woestijnracen.

### Woestijnracen

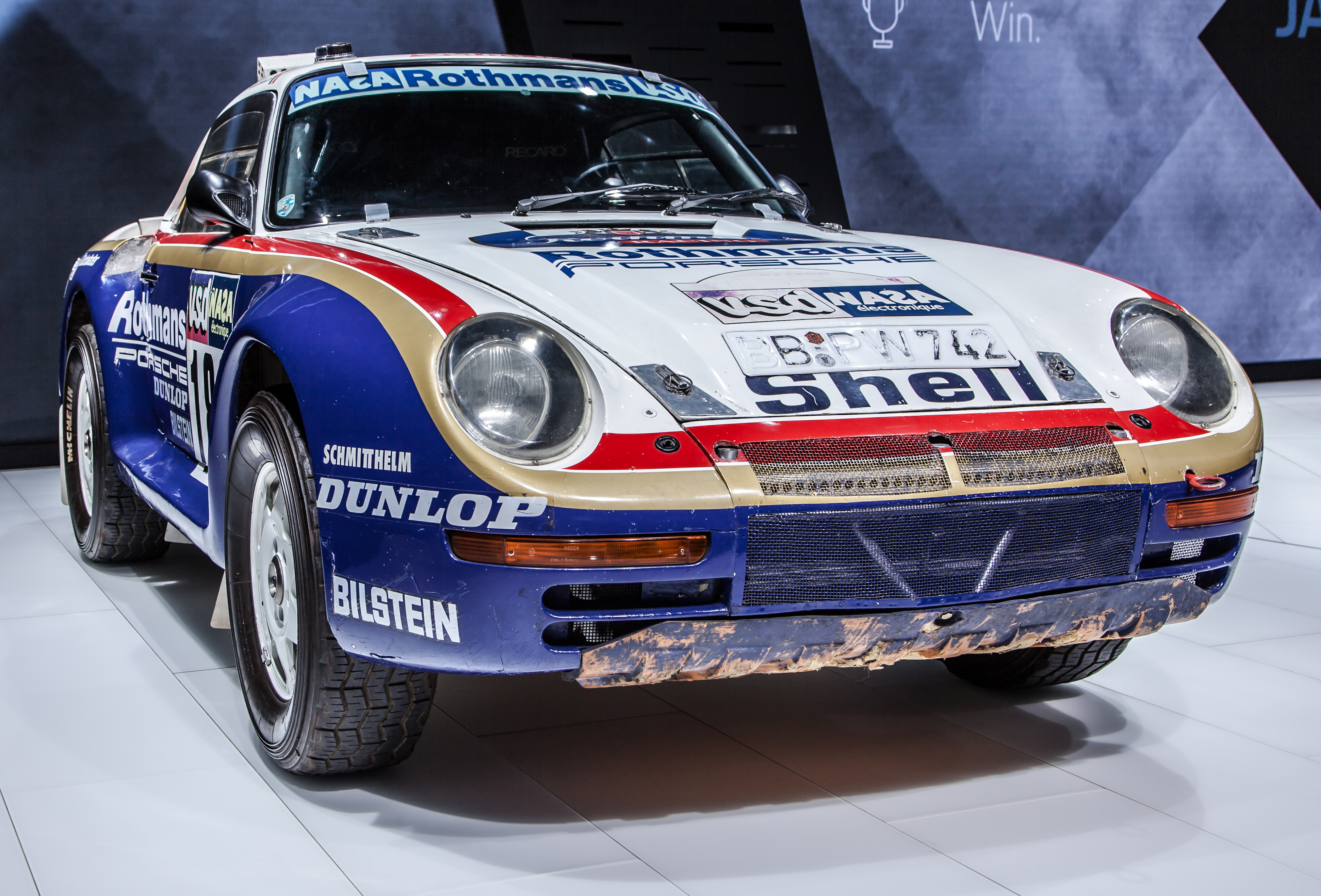
Porsche 959

In 1981 nam hij voor het eerst deel aan de Parijs-Dakar-rally aan het stuur van een tweewielaangedreven Citroën CX. Hoewel hij tot opgave werd gedwongen, en ondanks de onconventionele keuze voor een "2 wheel-drive" had hij de smaak te pakken en bovendien indruk gemaakt op de concurrentie. In 1982 kwam hij samen met navigator Claude Brasseur opnieuw aan de start, dit keer aan het stuur van een Mercedes-Benz-terreinwagen en streed hij lange tijd mee voor de overwinning. Uiteindelijk bleef het bij een vijfde plaats, onder meer omwille van een omstreden straftijd voor het foutief passeren van een controlepost.
In 1983 startte hij nog steeds met Brasseur en Mercedes als grote favoriet, en zijn overwinning kwam nooit in het gedrang. Het daaropvolgend jaar kon hij Porsche, waarvoor hij actief was in de sportwagenraces, overtuigen om speciaal voor de "Dakar" een 4x4-versie van de Porsche 911 te bouwen, de Porsche 959. Ickx vertrok als favoriet, maar de overwinning ging echter naar zijn teamgenoot René Metge. In 1986 werd Ickx weer tweede achter René Metge.
Na het afsluiten van het Porsche-hoofdstuk, kwam Ickx er in 1987 en 1988 niet echt aan te pas toen hij koos voor deelname met een Lada Niva om in 1989 terug te keren bij het toen dominante Peugeot. Dat jaar werd hij tweede achter teamgenoot Ari Vatanen. In 2000 nam hij samen met zijn dochter Vanina Ickx als navigator deel aan deze rally-raid. Behalve de "Dakar" reed Ickx nog een aantal andere woestijnrally's zoals de Rally van de Farao's in Egypte. Tijdens deze laatste rally in 1991 kwam zijn navigator Christian Tarin om het leven toen hun Citroën bij een ongeluk uitbrandde.

### Privé
Jacky Ickx is de zoon van Jacques Ickx (1910-1978) en is drie keer getrouwd. Zijn eerste vrouw was Catherine Blaton, dochter van Ado Blaton. Hij hertrouwde met jkvr. Maroussia Janssen, dochter van Paul baron Janssen (1926-2003), maar ook dit huwelijk hield geen stand. Ickx is nu gehuwd met de Burundese zangeres Khadja Nin (Janine Rema); ze wonen samen in Monaco. Hij heeft drie dochters en twee zonen. Een van zijn dochters, Vanina Ickx, trad in de voetsporen van haar vader en is ook actief in de racesport.

## Palmares

### Formule 1
Ickx behaalde 8 overwinningen: Frankrijk in 1968 (ferrari 312); Duitsland en Canada in 1969 (Brabham BT26A); Oostenrijk, Canada en Mexico in 1970 (ferrari 312B); Nederland in 1971 (ferrari 312B) en nog eens Duitsland in 1972 (Ferrari 312B2), daarnaast de onofficiële Grands Prix "1971 Jochen Rindt Gedächtnisrennen" in 1971 (in een Ferrari 312B) en de "Race of the Champions" in 1974 (Lotus 72D).

### Formule 2
Ickx behaalde naast de Formule 1 ook grote overwinningen in de Formule 2:
- In 1967: GP van Crystal Palace, GP van Zandvoort en de GP van Rome (Vallelunga) met een Matra MS - FVA
- In 1970: Salzburgring en Langenlebarn met een BMW 270.

### Endurance
- zes overwinningen in de 24 uur van Le Mans (1969, 1975, 1976, 1977, 1981 en 1982);
- 24 uur van Spa-Francorchamps (1966);
- 24 uur van Daytona (1972);
- 12 uur van Sebring (1969,1972);
- de 1000 km van
  - Spa-Francorchamps (1967, 1968, 1974, 1982 en 1983);
  - Monthléry (1967);
  - Monza (1972, 1973 en 1976);
  - Oostenrijk (1972);
  - Nürburgring (1973 en 1983);
  - Imola (1976);
  - Brands Hatch (1972, 1977 en 1982);

### Woestijnraces
In 1983 wint hij Paris-Dakar.

### Beroemde overwinning
Ickx' meest bekende overwinning is de 24 uur van Le Mans in 1969. Hij startte daar met Jackie Oliver in een verouderde Ford GT40, inferieur ten opzichte van de nieuwe Porsche 917. Voor de race had Ickx protest laten horen tegen de in die tijd nog gebruikelijke Le Mans-start, waarbij de coureurs de baan rennend oversteken om in hun auto te springen, deze te starten en de race aan te vangen. Daar veiligheidsgordels, om tijd te winnen, niet werden aangesnoerd leidde deze start tot levensgevaarlijke situaties.
Ickx weigerde bij de start om net als zijn collega's zo snel mogelijk te vertrekken, en liep doodgemoedereerd de baan over, stapte zijn wagen in, snoerde zichzelf goed in de veiligheidsgordels en ging natuurlijk als allerlaatste van start.
Het gelijk van Ickx bleek snel: al in de eerste ronde van de race verongelukte John Woolfe met zijn privé ingeschreven Porsche 917. Hij had geen veiligheidsgordels omgedaan bij de start.
Ickx en Oliver wisten steeds verder naar voren te komen in hun Ford GT40. Het laatste uur van de race wisten ze aan te sluiten bij de koploper in de race; de Porsche 908 van het team Hermann/Larrouse. De strijd ging door tot de laatste ronde, toen Ickx, op het eind van de vijf kilometer lange Hunnaudières-rechtelijn, de Porsche wist in te halen door gebruik te maken van het slipstreameffect nadat hij deze eerder had laten passeren door benzinepech te veinzen. Hij ging op kop de Mulsanne-bocht in en hield de leiding vast om de overwinning met het miniemste verschil ooit op te eisen.
De overwinning van Ickx in deze race leidde ertoe dat de organisatoren van de 24-uursrace van Le Mans beslisten dat er voortaan niet meer gestart mocht worden op de traditionele Le Mans-manier, omwille van de veiligheid.
De overwinning wordt, net als de overwinning van Juan Manuel Fangio op de Nürburgring in 1957, als een van de grootste overwinningen in de geschiedenis van de autosport gezien.

## Eerbetoon
- 1968 - Nationale trofee voor sportverdienste ( Vader Jacques Ickx kreeg dit eerder in 1951)
- 2017 - World Sports Legends Award

## Trivia
- Jacky Ickx won op 29 juli 1962 een 50cc-motorrace in Sint-Truiden. De wedstrijd was georganiseerd door vader Jacques, die Belgisch importeur van Suzuki was. Het team van Suzuki werd uitgenodigd om deel te nemen en het stuurde Mitsuo Itoh en Hugh Anderson. De voorwaarde was echter dat Jacky de race zou winnen. Suzuki ging akkoord, onder meer omdat het Anderson in de Grand Prix van de DDR wilde inzetten terwijl hij nog nooit op een 50cc-machine gereden had. Itoh en Anderson lieten Jacky Ickx winnen en Anderson had zijn eerste training met de 50cc-Suzuki RM 62 gehad. Het resulteerde in de derde plaats in de DDR.[2]
- Jacky Ickx trad ook een aantal jaren op als wedstrijddirecteur tijdens de Grand Prix Formule 1 van Monaco.
- In 2005 eindigde hij op nr. 119 in de Vlaamse versie van De Grootste Belg en op nr. 31 in de Waalse versie.
- Als stripfiguur duikt hij voor het eerst op in het Michel Vaillant-album "Het spook van de 24 uur" als coureur van de Ford GT40 die meestrijd voor de overwinning. In het volgende album "Olie op de renbaan" krijgt hij een actievere rol als derde rijder voor het Formule 1-team van Vaillant. Auteur Jean Graton heeft over Ickx tevens een dossier gemaakt: Dossier Michel Vaillant 2. Jacky Ickx Het enfant terrible.

## Voetnoten
1928 Louis Crooy en Victor Groenen · 1929 Georges Ronsse · 1930 Hyacinthe Roosen · 1931 René Milhoux en Jules Tacheny · 1933 Jef Scherens · 1934 Union Sint-Gillis · 1935 Arnold de Looz-Corswarem · 1936 Ernest Demuyter · 1937 Joseph Mostert · 1938 Hubert Carton de Wiart · 1939 Henry de Menten de Horne · 1940 Fernande Caroen · 1941 Jan Guilini · 1942 Pol Braekman · 1943 Albert de Ligne · 1944 niet toegekend · 1945 vliegend personeel van de Belgische sectie van de Royal Air Force · 1946 Gaston Reiff · 1947 Micheline Lannoy en Pierre Baugniet · 1948 Etienne Gailly · 1949 Feru Moulin · 1950 Briek Schotte · 1951 Johny Claes en Jacques Ickx · 1952 André Noyelle · 1953 bemanning van het jacht Omoo (zeilsport) · 1954 Adolf Verschueren · 1955 Roger Moens · 1956 Gilberte Thirion · 1957 Jacky Brichant en Philippe Washer · 1958 René Baeten · 1959 Belgische hockeyploeg bij de mannen · 1960 Flory Van Donck · 1961 Rik Van Looy · 1962 Gaston Roelants · 1963 Aureel Vandendriessche · 1964 Joël Robert · 1965 Eerste Jachtwing van de Belgische Luchtmacht · 1966 Raymond Ceulemans · 1967 Ferdinand Bracke en Eddy Merckx · 1968 Jacky Ickx · 1969 Serge Reding · 1970 Freddy Herbrand · 1971 Miel Puttemans · 1972 Karel Lismont · 1973 Roger De Coster · 1974 Paul Van Himst · 1975 Jean-Pierre Burny · 1976 Ivo Van Damme · 1977 Gaston Rahier · 1978 RSC Anderlecht · 1979 Robert Van de Walle · 1980 Belgische voetbalploeg bij de mannen · 1981 Annie Lambrechts · 1982 Ingrid Berghmans · 1983 Eddy Annys · 1984 André Malherbe · 1985 niet toegekend · 1986 William Van Dijck · 1987 Ingrid Lempereur · 1988 Eric Geboers · 1989 Michel Preud'homme · 1990 Jan Ceulemans · 1991 Jean-Michel Saive · 1992 Annelies Bredael · 1993 Vincent Rousseau · 1994 Brigitte Becue · 1995 Frédérik Deburghgraeve · 1996 Johan Museeuw · 1997 Luc Van Lierde · 1998 Ulla Werbrouck · 1999 Gella Vandecaveye · 2000 Joël Smets · 2001 Kim Clijsters en Justine Henin · 2002 Marc Wilmots · 2003 Stefan Everts · 2004 Axel Merckx · 2005 Tom Boonen · 2006 Kim Gevaert en Tia Hellebaut · 2007 4x100m-estafetteploeg voor vrouwen · 2008 niet toegekend · 2009 Philippe Gilbert · 2010 Philippe Le Jeune · 2011 Kevin Borlée · 2012 Evi Van Acker · 2013 Frederik Van Lierde · 2014 Daniel Van Buyten · 2015 4x400m-estafetteploeg voor mannen · 2016 Nafissatou Thiam · 2017 David Goffin · 2018 Nina Derwael · 2019 Belgische hockeyploeg bij de mannen · 2020 Wout van Aert · 2021 Bashir Abdi · 2022 Remco Evenepoel · 2023 Bart Swings · 2024 Lotte Kopecky